# Aristolochia chrismuelleriana
Aristolochia chrismuelleriana är en piprankeväxtart som beskrevs av W.N.Takeuchi. Aristolochia chrismuelleriana ingår i släktet piprankor, och familjen piprankeväxter. Inga underarter finns listade i Catalogue of Life.